# Geweihaxt von Syltholm
Die Geweihaxt von Syltholm, einem Ort östlich von Rødbyhavn in Dänemark, fanden Archäologen 2013 im Zuge einer Grabung. Der Bereich war während der Mittel- und Jungsteinzeit mit Schilfrohr bewachsen. Bei der Ausgrabung wurden zahlreiche Werkzeuge und Knochen gefunden, die Menschen absichtlich deponiert hatten.
Das Interesse der Forscher lag auf dem Prozess der Neolithisierung in den ersten Jahrhunderten der Jungsteinzeit, in dieser Region etwa 4000 bis 3500 v. Chr. Die neolithische Technologie kam über Mitteleuropa nach Dänemark. Die einheimischen Jäger und Sammler gaben ihre mittelsteinzeitliche Lebensweise jedoch nicht sofort auf, sondern setzten sie in Nischen parallel zur Landwirtschaft und Viehhaltung der Zuwanderer fort.
Einige Werkzeugtypen auf Lolland werden als „fremd“ eingestuft. „Fremd“ und zentraleuropäischen Ursprungs sind z. B. die Schuhleistenkeile (dänisch skolæstøkser) aus Hornstein.
Die schwere Axt aus Rothirschgeweih, die noch ein Fragment des ursprünglichen Schafts enthielt, kann zwar nicht direkt auf mitteleuropäischen Ursprung zurückgeführt werden, aber das Design gibt einen Hinweis auf den kulturellen Austausch.
Obwohl Geweihäxte in der Mittelsteinzeit aufkommen, sind sie noch in der Bronzezeit, als seltene Gerätschaften, präsent. Die einzigartige, als „T-förmige Geweihaxt“ bezeichnete Form ist gegen Ende der Mittelsteinzeit in Jütland und Norddeutschland, nicht jedoch auf den dänischen Inseln vertreten. Vermutlich kam das Artefakt über Fehmarn nach Lolland.

## Neufund
In Syltholm wurde auch ein neolithischer Kaugummi aus Birkenpech gefunden, mittels dem es gelang, ein komplettes menschliches Genom sowie ein orales Mikrobiom zu entschlüsseln. Da Birkenpech hart ist, könnte das Kauen zum Erweichen des Materials vor der Verwendung als Klebematerial zum Verbinden von Steinwerkzeugen gedient haben.  Ein Hauptbestandteil des Birkenpechs ist der antiseptische Pflanzenwirkstoff Betulin.